# Esca per alligatori

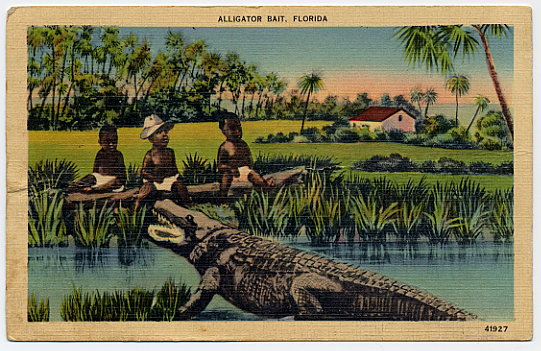
Cartolina di inizio XX secolo raffigurante bambini neri come esche per alligatori

Lo stereotipo dell'esca per alligatori (alligator bait) era un luogo comune nella cultura popolare americana tra il XIX e il XX secolo. Il motivo era presente in una vasta gamma di media tra cui articoli di giornali, canzoni e arte visiva. Esiste una leggenda metropolitana che sostiene che bambini neri o neonati venissero effettivamente usati come esche per attirare gli alligatori, sebbene non vi siano prove significative che bambini di qualsiasi etnia siano mai stati usati a questo scopo. Nello slang americano è un insulto razzista per gli afroamericani.

## Cultura popolare
Le ragioni per cui i bambini neri sono stati soprannominati "esche per alligatori" sono sconosciute, ma l'identificazione potrebbe essere una conseguenza delle precedenti associazioni dei coccodrilli africani, parenti degli alligatori americani, con l'Africa e la sua gente. Gli alligatori vivono principalmente nelle paludi degli Stati Uniti meridionali, che erano un luogo in cui le persone in fuga dalla schiavitù si nascondevano per evitare la cattura; e secondo la leggenda popolare, gli schiavi che scomparivano nelle paludi potrebbero essere stati uccisi dagli alligatori; i bambini erano considerati particolarmente vulnerabili agli attacchi degli alligatori e tale identificazione potrebbe essersi evoluta nell'immagine dell'esca. La scelta degli alligatori trae origine da "un timore condiviso per queste creature rettiliane che escono dall'acqua per mangiare cani e bambini".
L'immagine dell'esca per alligatori è un sottotipo della caricatura razzista e dello stereotipo dei bambini neri dove venivano disumanizzati e comunemente rappresentati come sporchi, non amabili, trasandati, non sorvegliati e superflui. Nei media americani del XIX e XX secolo, le rappresentazioni stereotipate dei bambini neri erano comuni e inoltre disegni di bambini neri che attiravano alligatori venivano stampati da aziende come Underwood & Underwood su cartoline, scatole di sigari e copertine di spartiti musicali. I disegni degli spartiti musicali erano quasi puramente simbolici e le immagini di bambini neri cacciati dagli alligatori non erano rappresentate in quasi nessuna musica corrispondente, sebbene altre canzoni (senza l'iconografia) avessero l'esca per alligatori come componente. In generale, i disegni rafforzavano la convinzione razzista che i neri fossero vittime della natura e che la loro razza rendesse ragionevole supporre che dovessero morire in modo terribile. Le cartoline e i biglietti d'auguri a tema esca per alligatori facevano parte di un genere più ampio di effimeri razzisti contro i neri noti come coon card.

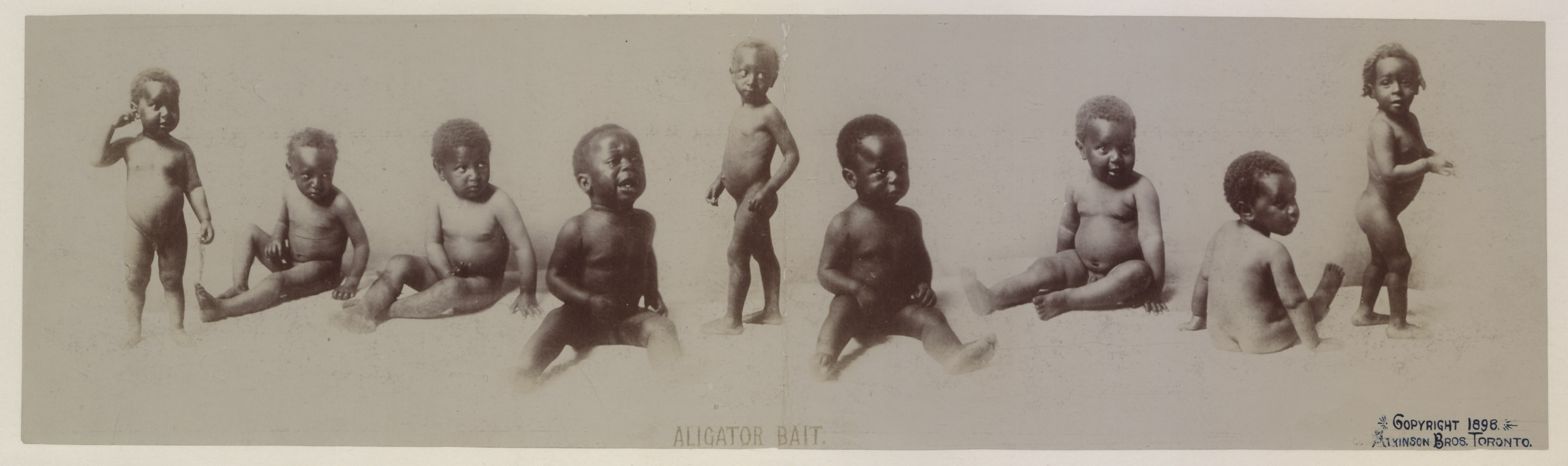
Alligator Bait pubblicata da McCrary & Branson nel 1897, British Library

L'American Mutoscope and Biograph Company produsse un paio di cortometraggi nel 1900 chiamati The 'Gator and the Pickaninny e Alligator Bait, nel primo un uomo di colore con un'ascia attacca un alligatore che ha ingoiato un ragazzino nero e successivamente il ragazzo viene guarito; mentre nel secondo un piccolo bambino di colore è legato a un palo su una spiaggia tropicale, un enorme alligatore esce dall'acqua con l'intento di divorare il piccolo pickaninny quando appare un cacciatore che spara e uccide il rettile. A causa della popolarità dei cortometraggi furono prodotti tagliacarte con design che ricordavano gli alligatori, alcuni dei quali erano dotati di piccole repliche di teste di bambini neri da mettere nella bocca dell'alligatore.

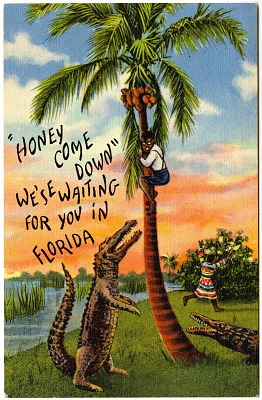
Cartolina raffigurante un alligatore che intima all'afroamericano di scendere dicendo: «We are waiting for you in Florida» (Ti stiamo aspettando in Florida)

Il titolo Alligator Bait per un collage del 1897 raffigurante nove bambini afroamericani in posa fu presumibilmente suggerito da un dipendente di un negozio di ferramenta di Knoxville nel Tennessee, nell'ambito di un concorso per l'assegnazione di un nome con un premio in denaro. Entro il 1900, la foto aveva venduto 11.000 copie e fruttato 5.000 dollari (equivalenti a circa 188.980 dollari nel 2024) alla McCrary & Branson.
Anche gli adulti afroamericani venivano presentati in modo simile ai bambini, una mostra del 2003 del Museum of Florida History intitolata The Art of Hatred: Images of Intolerance in Florida Culture includeva cartoline che "raffiguravano persone nere mangiate dagli alligatori per scherzo". Su una si legge «pranzo gratis nelle Everglades, Florida», le quali erano molto comuni fino agli anni '50 e l'immagine di bambini di colore messi in pericolo per attirare gli alligatori rimane presente nella cultura popolare del XXI secolo.
Nel suo libro del 1994 Ceramic Uncles & Celluloid Mammies: Black Images and Their Influence on Culture Patricia Turner, una professoressa di studi afroamericani che ha studiato il fenomeno culturale dell'esca per alligatori, osserva che le storie di "esche per alligatori" sono invariabilmente narrate dai bianchi, a volte raggruppando "negri e cani" insieme come ugualmente intimoriti dalla paura degli alligatori. Non ci sono storie equivalenti nelle raccolte di folklore nero del XIX e XX secolo.

## Dibattito sulla storicità
Nel maggio 2013, Franklin Hughes del Jim Crow Museum of Racist Memorabilia della Ferris State University nel Michigan sostenne che, a causa del numero di periodici che menzionano l'uso di bambini neri come esche per gli alligatori, tale pratica fosse probabilmente accaduta, sebbene non fosse diffusa o non fosse diventata una pratica normale. Hughes sostiene in sostanza che, poiché non vi era un limite discernibile alla disumanizzazione degli afroamericani nella storia nazionale degli Stati Uniti, non si può escludere che dare bambini in pasto agli animali sia stata una possibile realtà. Quattro anni dopo, Hughes sostenne nuovamente che tale pratica fosse probabilmente accaduta, sebbene avesse trovato un articolo contemporaneo della rivista Time di un presunto incidente, pubblicato sui giornali, che negava che la pratica fosse mai avvenuta e che il fatto fosse solo una "sciocca bugia, falsa e assurda".

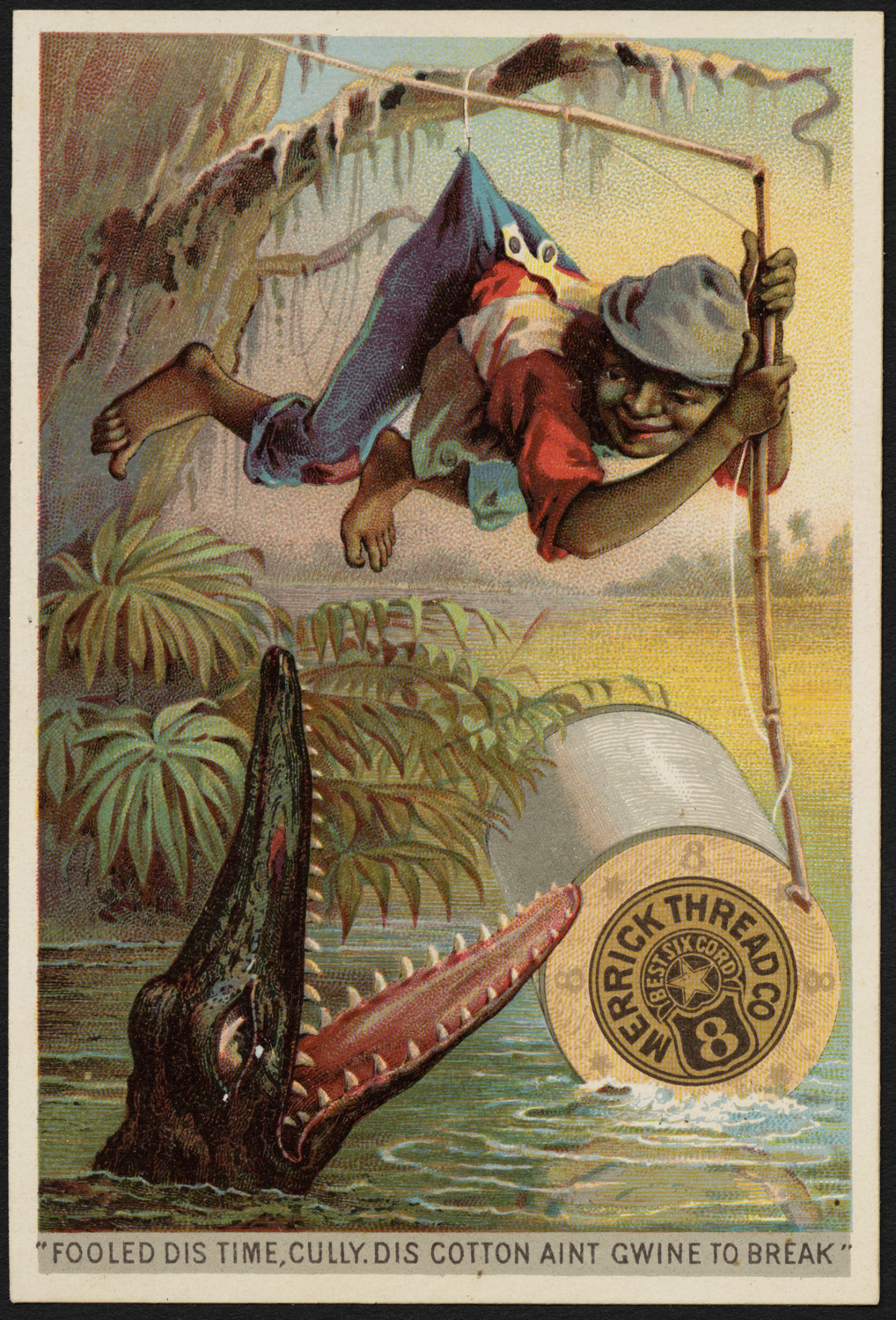
Pubblicità della Merrick Thread, fine XVIII secolo

Nel XIX e all'inizio del XX secolo, sui giornali americani vennero pubblicati diversi articoli sulla presunta pratica. Gli accademici non hanno valutato la paternità e la probabile veridicità di queste notizie sparse, ma un articolo di Snopes del 2017 non è stato in grado di trovare alcuna prova significativa che la pratica si verificasse; Patricia Turner ha detto a Snopes che probabilmente non è mai successo. L'autore ha affermato che era impossibile provare che fosse successo e che nessun sostenitore della storicità della pratica ha soddisfatto l'onere della prova fornendo qualsiasi conferma a sostegno di ciò, sebbene lo stereotipo dei bambini neri come cibo preferito degli alligatori fosse già diffuso negli Stati Uniti prima della guerra civile.
Lo studio di Jay Mechling sul folklore americano osserva che "un'idea popolare comune tra i bianchi è che gli alligatori abbiano una preferenza per i neri come fonte di cibo". Ad esempio, un articolo del 1850 sulla rivista Fraser's Magazine riportava che gli alligatori "preferiscono la carne di un negro a qualsiasi altra prelibatezza". Secondo Mechling, il primo esempio di questa tradizione si trova nel resoconto di un mercante di schiavi del 1565 , e ancora a metà del XX secolo, in un racconto della scrittrice Marjorie Kinnan Rawlings, un alligatore rinuncia a un gruppo di uomini bianchi per avere l'opportunità di abbuffarsi di un singolo uomo di colore.

## Uso del termine
Nello slang americano, l'alligator bait o gator bait' è un insulto principalmente del Sud rivolto alle persone di colore, in particolare ai bambini; il termine implica che la persona o il bambino sia inutile e sacrificabile. Il termine assume un uso diverso per esprimere disgusto come slang militare statunitense della Seconda guerra mondiale per i pasti preparati con fegato tritato e il suo uso per indicare del cibo scadente (scadente sia nel senso del sapore sia di uno standard economico basso) è caduto in disuso nell'esercito dal 1954.